# Чу Гуансі
Чу Гуансі (*储光羲, 707 —760) — китайський поет та державний діяч часів династії Тан.

## Життєпис
Походив із місцевої знаті. Народився у м. Яньлін (сучасний міський округ Жуньчжоу провінції Цзянсу). Замолоду виявив хист до навчання. У 726 році з успіхом склав імператорський іспит та отримав вищу вчену ступінь — цзіньши. Незабаром призначається інспектором державних установ. На цій посаді він перебував до 756 року. На цей час приходить розквіт його літературної діяльності. Він увійшов до почту імператора Сюань-цзуна, який підтримував та цінував поетів. Тоді ж Чу увійшов до ґуртка відомого поета Ван Вея, стає другом останнього.
У 756 році розпочалося повстання генерала Ань Лушаня. В цей час Чу Гуансі знаходився у своєму маєтку, намагаючись врятувати книги та цінні речі. Проте його було схоплено заколотниками. За це новий імператор Су-цзун зняв Чу з посади, а наступного року відправив у заслання до Ліннаня (південь імперії). Тут поет й помер у 760 році.

## Поезія
Був майстром пейзажної лірики. Складав вірші в жанрі «гуті» («на стародавній манер»), наслідуючи стилю Тао Юаньміна, в яких описував свої подорожі ще як впливовий чиновник («Дорога на Лоян», збірка Чан'анського періоду), буденні радощі й прикрощі сільського життя під час заслання («Лісоруб», «Рибалки»).
Він захоплювався буддизмом, але в його поезії буддійська тема відображена, швидше, зовні.